# Lespesia archippivora
Lespesia archippivora là một loài ruồi trong họ Tachinidae.